# Тилда
Тилда (разговорно: вълничка) се нарича символът ~. Името идва от латинското titulus през испански. Отначало символът се е изписвал над буква като знак за абревиатура, но впоследствие е придобил множество значения в разнообразни контексти: лексикография, математика, програмиране.
Тилдата се изписва на българската брайлова азбука с точки [3 4 6].
В лексикографията, тилдата се използва в речниковите статии, за да замени всяко срещане на дефинираната дума в съпътстващите примери и словоформи.
В математическата логика, тилдата понякога се използва като символ за отрицание. В други математически контексти с нея се изразява приблизителна стойност, например ~103, а двойна тилда ≈ се използва за „приблизително равно на“, например 210 ≈ 103. В геометрията с тилда се означават подобни триъгълници.